# Vertol VZ-2
Vertol VZ-2 (Model 76) – amerykański doświadczalny zmiennopłat, mający w praktyce sprawdzić możliwość lotu tego typu układów konstrukcyjnych. Maszyna ogółem wykonała około 450 lotów, w tym 34 z przejściem z lotu pionowego do poziomego. Wybudowano jeden egzemplarz, który obecnie znajduje się na terenie National Air and Space Museum.

## Historia
VZ-2 był zmiennopłatem, który miał w sobie łączyć cechy śmigłowca, czyli możliwość pionowego startu i lądowania, z szybkością lotu poziomego charakterystyczną dla samolotu, a niedostępną dla śmigłowca. Koncepcję VZ-2 opracował Polak, Wiesław Zenon Stępniewski. W finansowanie projektu włączyły się United States Air Force oraz United States Navy. Samolot nie był przeznaczony do produkcji seryjnej, a miał jedynie służyć praktycznemu sprawdzeniu przyjętych założeń. W 1956 roku ukończono prototyp a w kwietniu 1957 roku rozpoczęto testy naziemne maszyny. 13 sierpnia 1957 roku samolot, za którego sterami siedział pilot doświadczalny Leonard Lavassar, wzniósł się po raz pierwszy pionowo w powietrze. Średnica zamontowanych śmigieł uniemożliwiała klasyczny start i lądowanie ze skrzydłami ustawionymi równolegle względem kadłuba. 15 lipca 1958 roku samolot wykonał pełnoprofilowy lot, w którym po pionowym starcie obrócono skrzydła wraz z silnikami do poziomej pozycji, wykonano przelot w locie poziomym, następnie ponownie obrócono skrzydła i samolot pionowo wylądował. Próby maszyny trwały do 1964 roku udowadniając możliwość praktycznej eksploatacji zmiennopłatów. W 1965 roku cały program został zakończony, a jedyny ukończony prototyp trafił do National Air and Space Museum.